# Jordan Vogt-Roberts

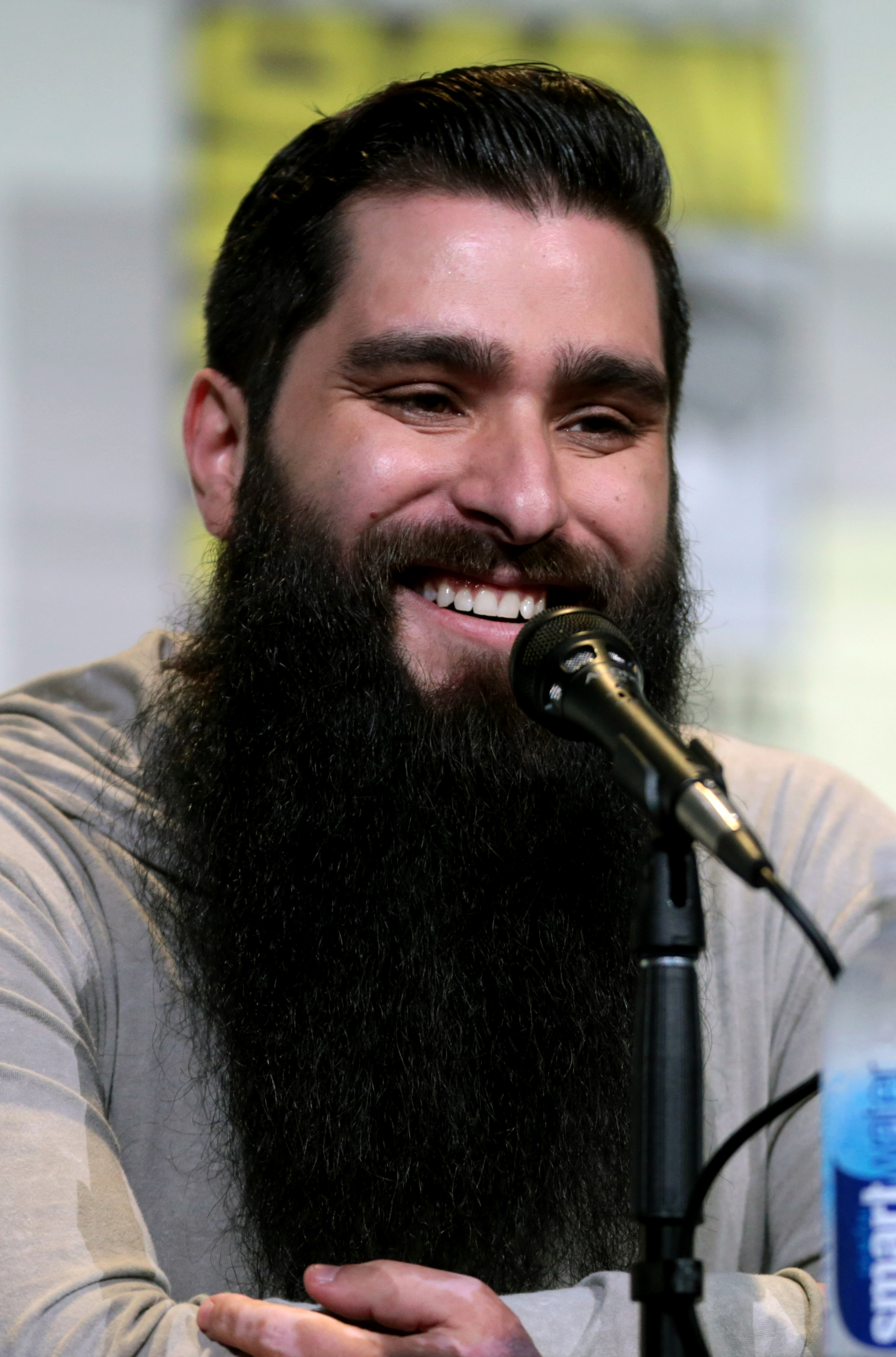
Jordan Vogt-Roberts auf der San Diego Comic-Con International 2016

Jordan Charles Vogt-Roberts ist ein US-amerikanischer Regisseur und Drehbuchautor.

## Leben
Vogt-Roberts wuchs im Detroiter Vorort Royal Oak auf. Später zog seine Familie nach Arizona. Als er 18 Jahre alt wurde, zog er zu seiner Großmutter nach Royal Oak zurück und besuchte dort bis zum Jahr 2003 die Dondero High School. Danach zog er wieder nach Arizona und ging dann nach Chicago, um am dortigen Columbia College Filmwissenschaften zu studieren.
Bereits in frühester Kindheit hatte Vogt-Roberts erste Stop-Motion-Filme mit Lego-Steinen produziert. Während seines Studiums in Chicago drehte er dann erste Kurzfilme mit verschiedenen Comedians. Aus der Zusammenarbeit entstand das Projekt Blerds.com, für das er mehrere Videos drehte. Über das Projekt erhielt er erste Aufträge von der Werbeagentur Tribal DDB.
2010 drehte er mit T. J. Miller und Lizzy Caplan den Kurzfilm Successful Alcoholics, der beim Sundance Film Festival 2010 gezeigt wurde. Im Anschluss drehte er für Comedy Central die Fernsehserie Mash Up, für die er als Co-Autor, Regisseur und Executive Producer fungierte. In den nächsten zwei Jahren drehte er weitere Kurzfilme und Fernsehproduktionen.
Unter seiner Regie entstand die Komödie Kings of Summer, dessen Premiere am 19. Januar 2013 im Rahmen des Wettbewerbs des Sundance Film Festivals noch unter dem Festivaltitel Toy's House stattfand.
Im September 2014 wurde bekannt, dass Vogt-Roberts die Regie des von Legendary Pictures produzierten Kong: Skull Island übernehmen wird.

## Filmografie (Auswahl)
- 2007: Twit: Robert Buscemi, Live at the Subterranean (Dokumentarfilm)
- 2009: Mint in Box (Kurzfilm)
- 2009–2011: Single Dads (Fernsehserie, 30 Episoden)
- 2010: Successful Alcoholics (Kurzfilm)
- 2011: Mash Up (Fernsehfilm)
- 2011: Funny or Die Presents… (Fernsehserie, 5 Episoden)
- 2011: Death Valley (Fernsehserie, 3 Episoden)
- 2011: Life After 25 If Born Before 1984 (Kurzfilm)
- 2012: Mash Up (Fernsehserie, 8 Episoden)
- 2013: Kings of Summer (The Kings of Summer)
- 2014: Nick Offerman: American Ham (Dokumentarfilm)
- 2014: You’re the Worst (Fernsehserie, 4 Episoden)
- 2015: Cocked (Fernsehfilm)
- 2017: Kong: Skull Island